# Gabriele Wesch-Klein
Gabriele Wesch-Klein (* 1956) ist eine deutsche Althistorikerin und Epigraphikerin.
Gabriele Wesch-Klein studierte an der Albert-Ludwigs-Universität Freiburg und der Universität Osnabrück. Sie wurde 1986 an der Universität Osnabrück aufgrund der Dissertation Liberalitas in rem publicam. Private Aufwendungen zugunsten von Gemeinden im römischen Afrika bis 284 n. Chr. promoviert. Die Habilitation folgte mit der Arbeit Soziale Aspekte des römischen Heerwesens in der Kaiserzeit 1995 an der Ruprecht-Karls-Universität Heidelberg. Zeitweise lehrte Wesch-Klein an der Universität Bayreuth. Mittlerweile ist sie Außerplanmäßige Professorin in Heidelberg. Sie ist auch Lehrbeauftragte an der Pädagogischen Hochschule Heidelberg und war im März und April 2011 Mitarbeiterin des Exzellenzclusters Topoi. 2021 bis 2023 übernahm sie vertretungsweise die durch den Tod von Elke Hartmann vakant gewordene Fachgebietsleitung der Alten Geschichte des Instituts für Geschichte an der TU Darmstadt.
Wesch-Klein forscht zur Römischen Geschichte, dem römischen Heerwesen, der römischen Sozialgeschichte sowie der Epigraphik und Numismatik.

## Schriften
- Liberalitas in rem publicam. Private Aufwendungen zugunsten von Gemeinden im römischen Afrika bis 284 n. Chr. (= Antiquitas. Reihe 1: Abhandlungen zur alten Geschichte. Band 40). Habelt, Bonn 1990, ISBN 3-7749-2413-9 (Dissertation, Universität Osnabrück 1986).
- Funus publicum. Eine Studie zur öffentlichen Beisetzung und Gewährung von Ehrengräbern in Rom und den Westprovinzen (= Heidelberger Althistorische Beiträge und Epigraphische Studien. Band 14). Steiner, Stuttgart 1993, ISBN 3-515-06363-3.
- Soziale Aspekte des römischen Heerwesens in der Kaiserzeit (= Heidelberger althistorische Beiträge und epigraphische Studien. Band 28). Steiner, Stuttgart 1998, ISBN 3-515-07300-0 (Habilitation, Universität Heidelberg 1995).
- Provincia. Okkupation und Verwaltung der Provinzen des Imperium Romanum von der Inbesitznahme Siziliens bis auf Diokletian. Ein Abriß (= Antike Kultur und Geschichte. Band 10). Lit, Wien u. a. 2008, ISBN 978-3-8258-0866-2 / ISBN 978-3-03735-979-2.
- Die Provinzen des Imperium Romanum. Geschichte, Herrschaft, Verwaltung. Wissenschaftliche Buchgesellschaft, Darmstadt 2016, ISBN 978-3-534-26438-4.